# PN přechod

PN přechod a pod ním značka diody (trojúhelník je anoda, resp. strana s polovodičem typu P).

PN přechod je rozhraní polovodiče typu P a polovodiče typu N. PN přechod propouští elektrický proud pouze jedním směrem a je základem polovodičových součástek jako jsou diody a tranzistory, fotovoltaické články, svítivé LED a integrované obvody.
Objev PN přechodu učinil v roce 1939 americký fyzik Russell Ohl v Bellových laboratořích. V roce 1941 popsal sovětský fyzik Vadim Laškarjov objev PN přechodu na materiálu Cu2O a sulfidu stříbrném u fotobuňky a u selenových usměrňovačů.
Schottkyho dioda používá speciální případ PN přechodu, kde polovodič typu P je nahrazen kovem.

## Výroba
PN přechod je vytvořen difuzí materiálu typu P do materiálu typu N. Materiál typu P potom pronikne rovnoměrně do materiálu typu N. PN přechod může být připojen v závěrném, nebo propustném směru, proto propouští proud jedním směrem, jako výše zmíněná dioda.

## Princip činnosti PN přechodu

### Vznik vyprázdněné oblasti
V příměsovém polovodiči typu N je přebytek valenčních elektronů, v polovodiči typu P je přebytek kladných děr. Při spojení těchto polovodičů zaniknou rekombinací elektronu s kladnou dírou na rozhraní volné nosiče nábojů v oblasti určité šířky. Tato oblast se nazývá depletiční (vyprázdněná) oblast. Zbylé nepohyblivé ionty zapříčiní vznik elektrického pole na přechodu PN. Směr elektrického pole je přitom takový, že brání zbylým volným nosičům nábojů pronikat přes rozhraní.

### Zapojení v propustném směru
Jestliže se kladný (Pozitivní) pól zdroje připojí k polovodiči typu P a záporný (Negativní) pól k polovodiči typu N, dojde k zeslabení elektrického pole na PN přechodu (pokud je přiložené napětí menší než Difúzní napětí), případně k jeho úplnému zrušení (pokud je přiložené napětí větší než Difúzní napětí), takže nosiče nábojů mohou přes rozhraní (hradlovou vrstvu - vyprázdněná oblast, ve které nejsou žádní nositelé náboje a jejíž tloušťka se pohybuje od asi 10−6 m až do 5×10−6 m) volně procházet. PN přechod propouští elektrický proud.

### Zapojení v závěrném směru
Jestliže se kladný pól zdroje připojí k polovodiči typu N a záporný pól k polovodiči typu P, dojde k rozšíření vyprázdněné oblasti a zesílení elektrického pole na PN přechodu, takže přechod nosičů nábojů přes rozhraní se ztíží. Přechod N-P nepropouští elektrický proud. Ve skutečnosti zde malý proud protéká, ale je silně teplotně závislý. Napětí zde nemůže být libovolně veliké, protože by mohlo dojít ke zničení přechodu, kterým by v určitém okamžiku začal protékat velký proud, protože by došlo k překonání vazebných sil, které působí na valenční elektrony, protože by silové účinky elektrického pole byly větší. U těchto typů přechodů se využívá ještě jiné vlastnosti a to kapacity hradlové vrstvy.

### Minoritní nosiče nábojů
Kromě majoritních nosičů nábojů podle typu příměsového polovodiče existují v polovodičích i minoritní nosiče, které vznikají uvolňováním elektronů díky tepelnému pohybu. Tyto nosiče mohou přes rozhraní procházet nezávisle na připojeném vnějším elektrickém poli a v závěrném směru způsobují zbytkový (tzv. saturační) elektrický proud, který je velmi malý. Počet minoritních nosičů závisí na teplotě polovodiče.

### PN přechod a tranzistorový jev
U tranzistoru prochází elektrický proud i přes PN přechod (mezi kolektorem a bází), který je zapojený v závěrném směru. Tento proud způsobují volné nosiče opačných nábojů vnikající do báze z emitoru. Zvýšením počtu těchto emitovaných elektronů lze několikanásobně zvyšovat velikost elektrického proudu procházejícího přes PN přechod do kolektoru.

### PN přechod a záření
PN přechod může být ovlivňován dodáním energie zvnějšku, nejčastěji působením záření. Součástka využívající zvýšení nebo snížení propustnosti PN přechodu světlem se nazývá fotodioda.
V místě PN přechodu mezi některými polovodiči může naopak při průchodu elektrického proudu vznikat záření. Tohoto jevu se využívá u LED.

### Kapacita PN přechodu
Na vyprázdněnou oblast mezi polovodičem P a N můžeme pohlížet jako na deskový kondenzátor o ploše desky rovné ploše PN přechodu a vzdáleností desek rovnou šířce vyprázdněné oblasti. Tento kondenzátor má tzv. Bariérovou kapacitu, která je důležitou vlastností diody, neboť způsobuje vedení el. proudu v závěrném směru při vysokých frekvencích signálu. Bariérová kapacita se projevuje převážně v zapojení v závěrném směru.
Na PN přechodu se také projevuje difúzní kapacita (převážně při zapojení v propustném směru), která je způsobena změnou náboje v polovodičích P a N při změně napětí.